# Pasila
Pasila (Böle en sueco) es un distrito de Helsinki. Está a 3,5 km del centro de Helsinki. Tiene 8000 habitantes y un área de 4,29 km². Pasila se divide en cuatro zonas que son, Keski-Pasila, Itä-Pasila, Länsi-Pasila y Pohjois-Pasila. En Pasila está la estación de trenes del distrito.
- Datos: Q1636613
- Multimedia: Pasila / Q1636613